# Rotkriteriet
Rotkriteriet är en matematisk sats inom matematisk analys som ger ett villkor för att en serie ska konvergera.
Låt {\displaystyle \{a_{k}\}_{k=0}^{\infty }} vara en talföljd.
Då säger rotkriteriet att serien
{\displaystyle \sum _{k=0}^{\infty }a_{k}}
är absolutkonvergent, och därmed konvergent, om 
{\displaystyle \lim _{k\rightarrow \infty }\left|a_{k}\right|^{\frac {1}{k}}<1}
och att serien är divergent om 
{\displaystyle \lim _{k\rightarrow \infty }\left|a_{k}\right|^{\frac {1}{k}}>1}.
Notera att satsen inte säger något om fallet 
{\displaystyle \lim _{k\rightarrow \infty }\left|a_{k}\right|^{\frac {1}{k}}=1}.
Rotkriteriets betydelse för studiet av en potensseries {\displaystyle \sum _{k=0}^{\infty }a_{k}x^{k}} konvergens inses genom att 
{\displaystyle \lim _{k\rightarrow \infty }\left|a_{k}x^{k}\right|^{\frac {1}{k}}=\lim _{k\rightarrow \infty }\left|a_{k}^{\frac {1}{k}}x\right|},
så potensseriens konvergens avgörs för alla {\displaystyle x} där gränsvärdet ej är ett. Det går att visa att rotkriteriet är ett starkare resultat än kvotkriteriet.